# Helfy Ignác
Helfy Ignác (eredetileg Helfer) (Szamosújvár, 1830. március 15. – Budapest, 1897. október 11.) magyar politikus, országgyűlési képviselő, író.

## Életpályája
Tizennégy éves korától kénytelen volt magát fenntartani. Tanítóként dolgozott alföldi városokban,  de sohasem mondott le azon szándékáról, hogy befejezi tanulmányait. Így került Pestre, ahol írogatni is kezdett. Az 1848. márciusi napok őt is belesodorták a szabadságharc eseményeibe. Lement a verbászi táborba és onnan felkerülve, Kossuth Lajos irodájában alkalmazták, ahol idegen nyelvekben való kiváló jártasságának nagy hasznát vehették. Kossuthtal együtt volt Debrecenben, ahol tollával szolgálta a forradalom ügyét; egy hazafias cikkét az oroszok ellen Csányi mint proklamációt függesztette ki Aradon.
A világosi fegyverletétel után Erdélyben bujdosott, de meg kellett jelennie a kolozsvári Purgationsgericht előtt, amely a szinte még gyermek Helfyben valami nagy forradalmárt vélt lappangani. Megengedték neki, hogy előbb Pesten, majd Bécsben, végül Padovában folytathassa tanulmányait: ezen időben kis világtörténeti átnézetet írt Világtörténet Zsebben címen (1854), és kiadott egy beszélygyűjteményt: Mindenfelé és Semmi (1860), mely nemsokára második kiadást ért.
Padovában a bölcsészet doktora lett és ki is nevezték tanárnak Mantovába. Itt az 1859. évi háború idején összeköttetésbe lépett az emigrációval. Ez kitudódott és neki 10 óra alatt el kellett hagynia a várost a hazafias olasz lakosság lelkes tüntetései között. Milánóba ment, ahol nyomdát szerzett és lapjában, az Alleanzában (1859–1867) nyolc éven át nagy buzgósággal szolgálta a magyar, a velencei, római és lengyel emigráció érdekeit. Ez időtől összeköttetése Kossuthtal egyre szorosabbá vált. 1867-ben sem tért haza, bár a kiegyezés után lapjának meg kellett szűnnie, hanem 1869 elejétől új lapot adott ki: A magyar magyar-t, amelyből 1870 júliusáig 18 szám jelent meg. Ebben Rochefort híres Lanterne-jének alakjában és mintájára élesen megtámadta a kiegyezést, szerzőit és védőit. Ezalatt nyomdáját is eladta és Angliába utazott üzleti összeköttetések végett.
Angliából visszatérve, magától Kossuthtól tudta meg, hogy a szentlőrinci kerület őt választotta képviselőjének Kossuth Ferenc helyébe. Bár ez rá nézve jelentékeny anyagi áldozattal járt, hazatért és nagy buzgósággal szolgálta a szélsőbal ügyét. Eleinte különösen külföldi és közjogi kérdésekkel foglalkozott a képviselőházban, aztán mint a pénzügyi bizottság tagja, a közgazdasági és pénzügyekkel. 1871–72-ben ő szerkesztette a Magyar Újságot. Ezen időben Simonyi Ernővel együtt leginkább ő vezette a párt ügyeit, bár név szerint soha sem volt pártvezér. Tekintélyét a maga korában személyes tulajdonságain, kiváló irodalmi és politikai műveltségén kívül különösen a Kossuthtal folyamatosan levelezés útján fenntartott  összeköttetésének köszönhette. 1878-ban Debrecen választotta meg képviselőjének. 1881-ben Széll Kálmán ellenében Szt. Gotthárd, 1884-ben Székely-Keresztúr, 1887-től Szegvár. A szélsőbal számos villongása és zavargása közt befolyását mindig a békítés érdekében érvényesítette.
Sajtó alá rendezte Kossuth Lajos iratait.  Tagja volt a Petőfi Társaságnak, amelynek 1894. január 28-ai nagygyűlésén Költészet a politikában és a politikai költészet című értekezésével foglalta el székét. Haláláig politizált az 1848-as Párt, majd a Negyvennyolcas Függetlenségi Párt, végül a Függetlenségi és Negyvennyolcas Párt színeiben, és 1869-től mindegyik választáson mandátumhoz jutott.

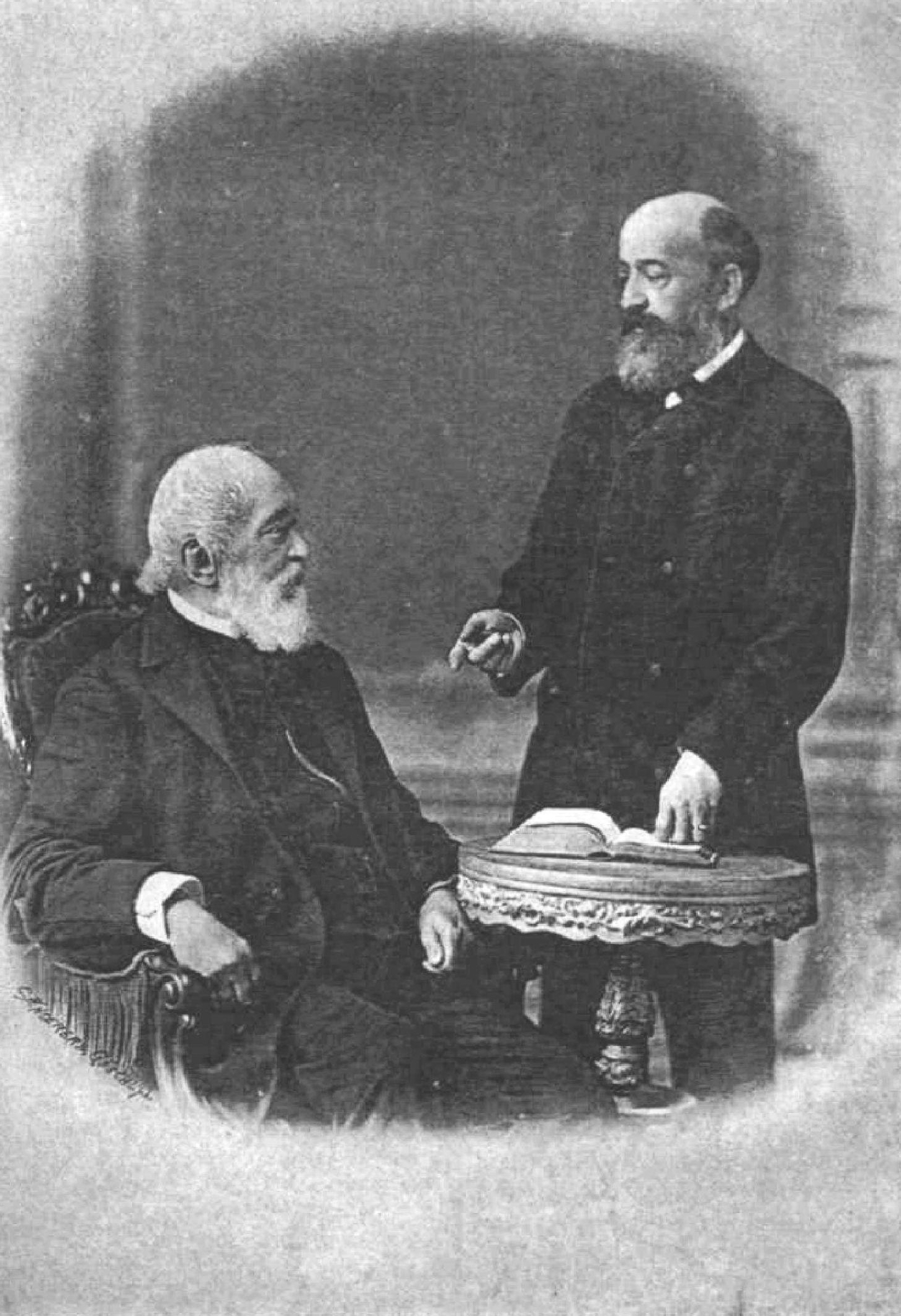
Helfy Ignác Kossuth társaságában
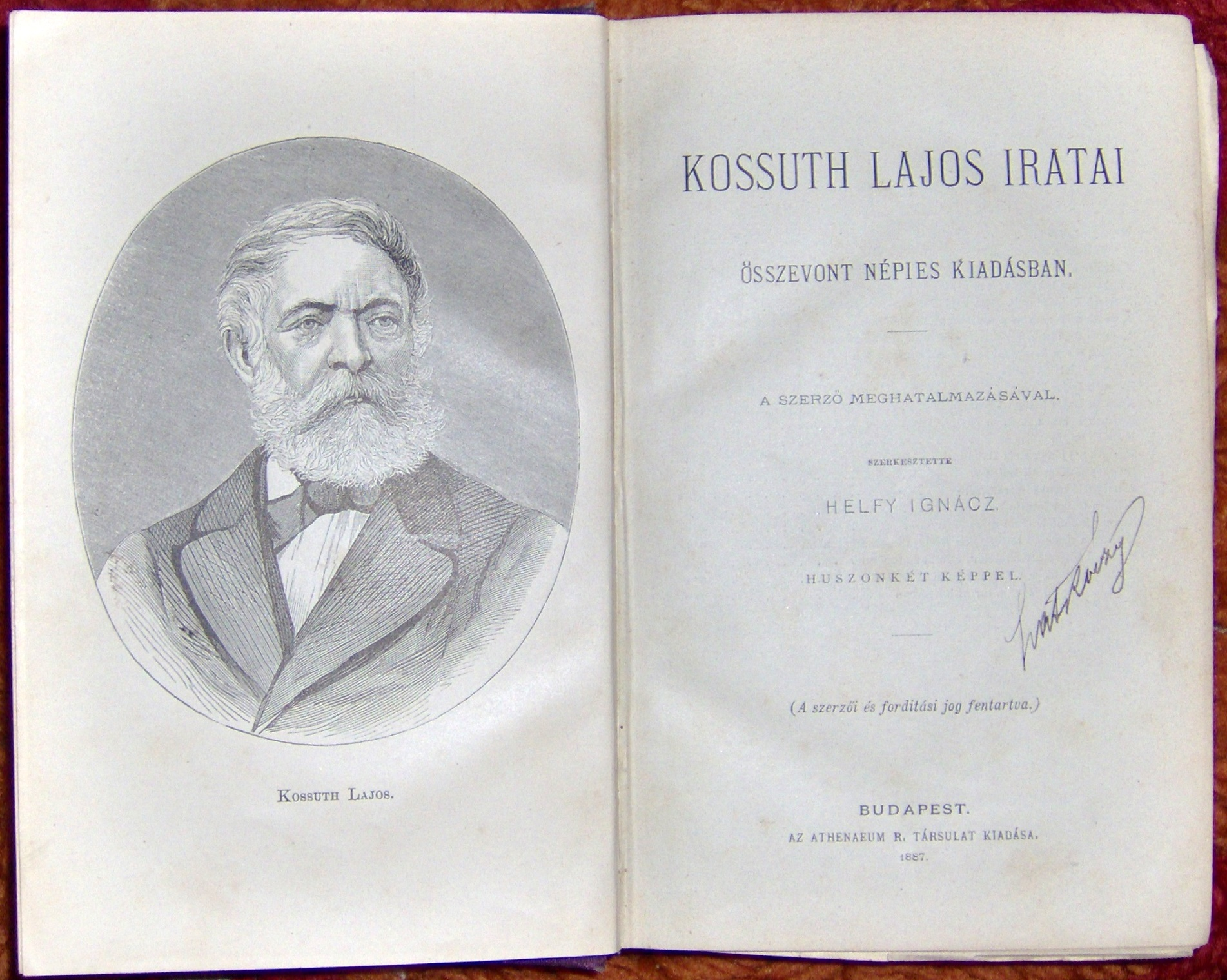
Kossuth iratai népies kiadásban, 1887
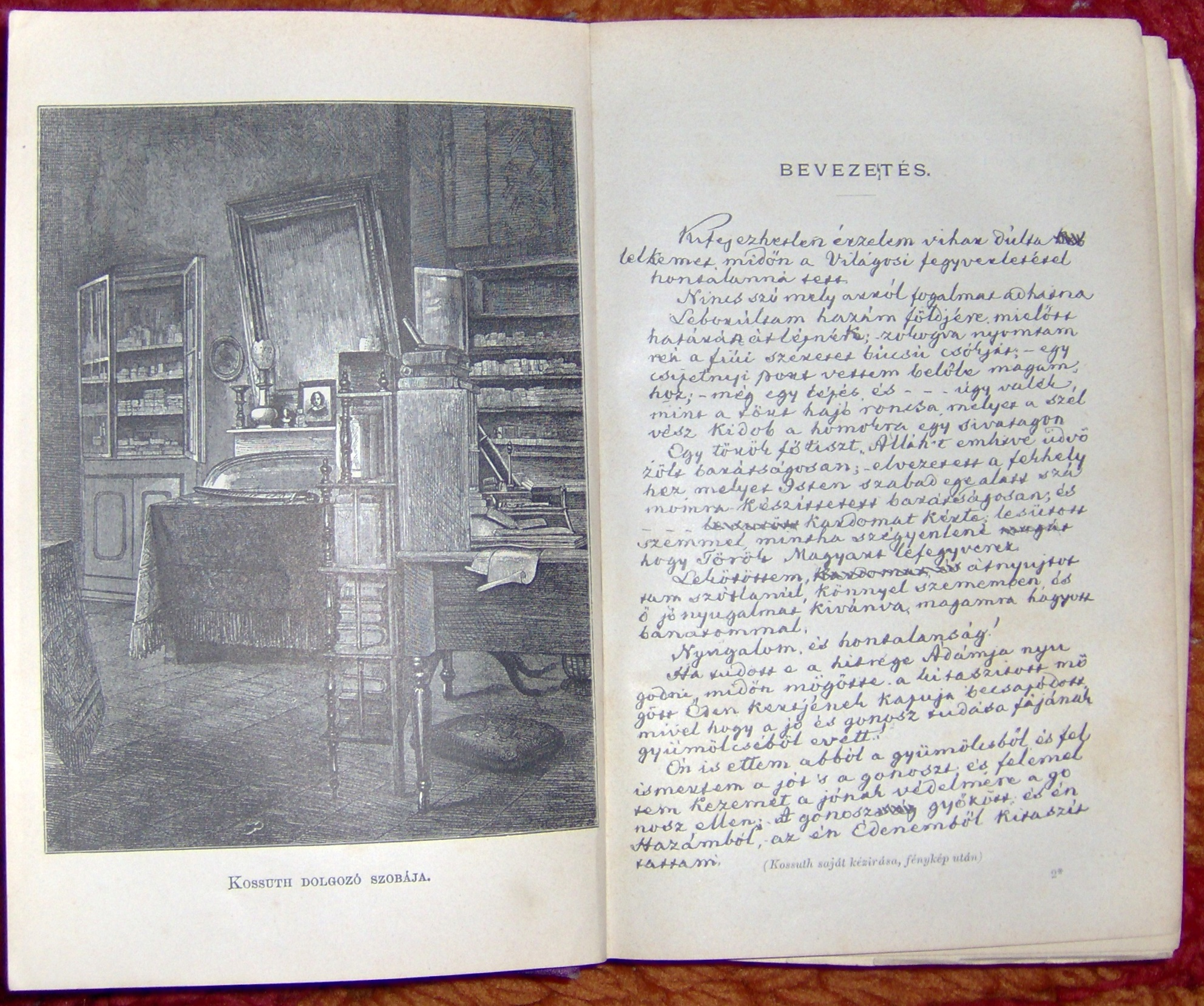
Kossuth dolgozószobájának felvétele Helfy művében
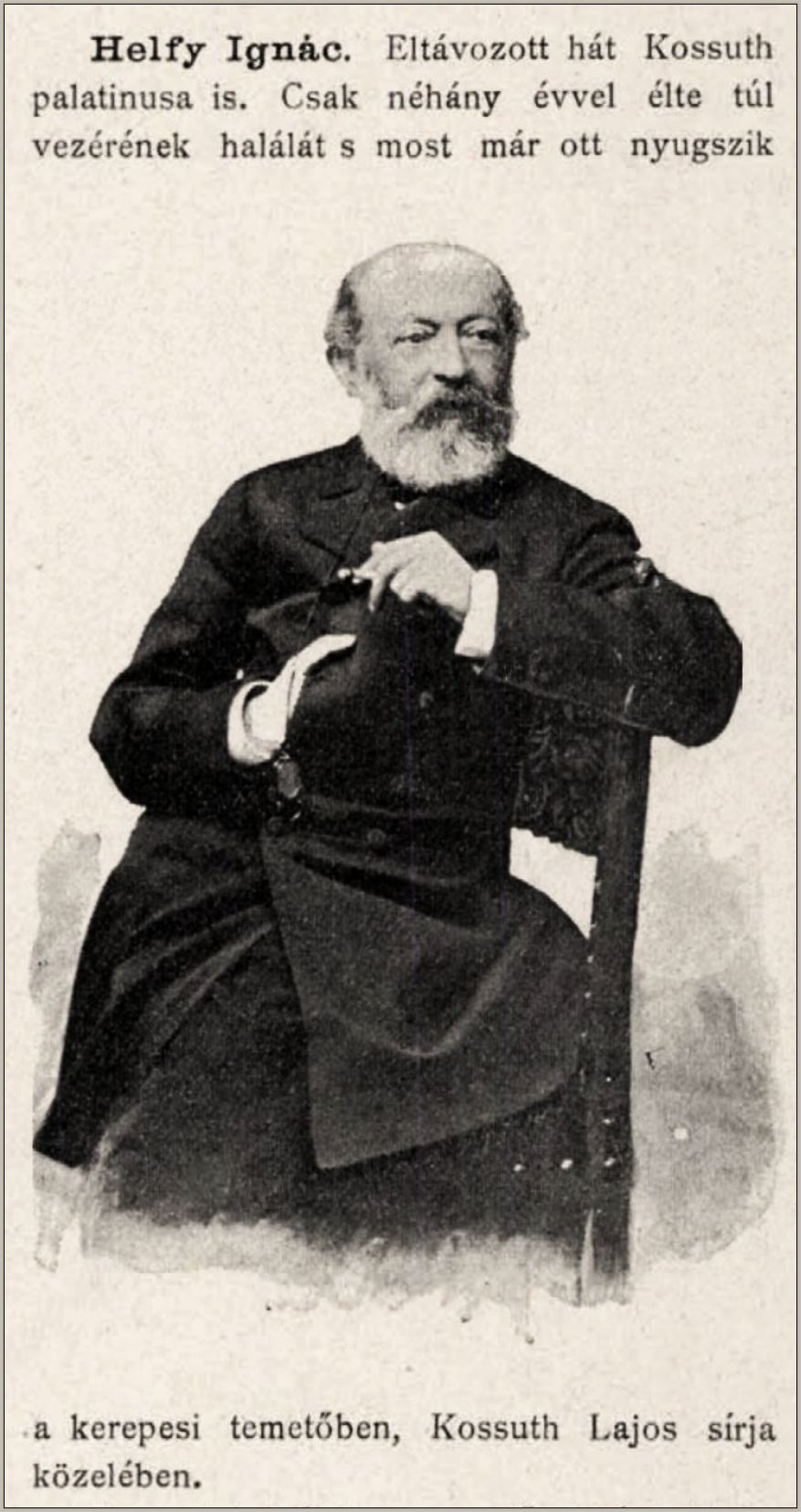
Megemlékezés Helfy Ignác haláláról az Új Idők lapban, 1897
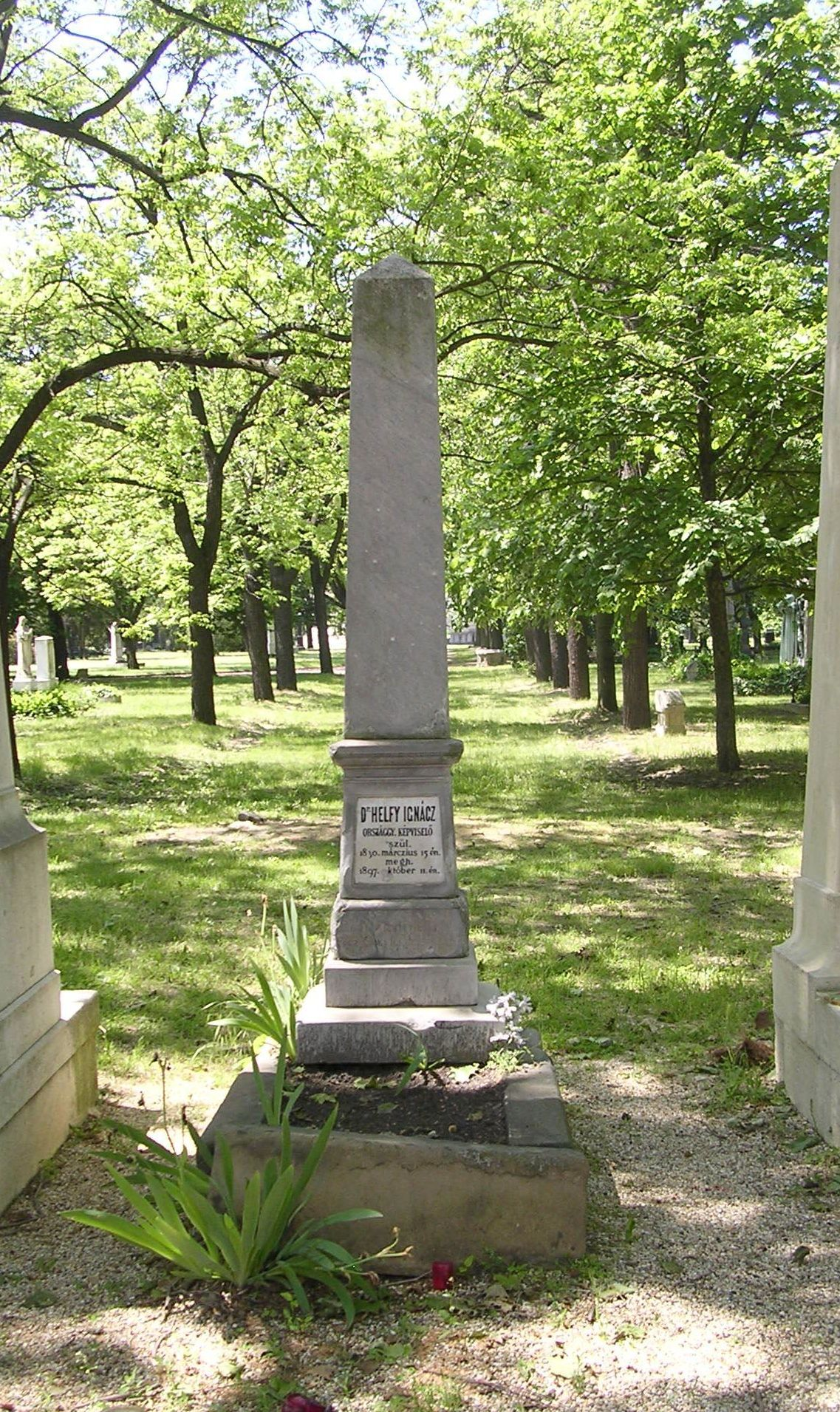
Helfy Ignác sírja a Fiumei úti sírkertben (29-1-7)